# Lee Tae-ho (zapaśnik)
Lee Tae-ho (ur. 15 stycznia 1973) – południowokoreański zapaśnik w stylu klasycznym. Zdobył brązowy medal na igrzyskach azjatyckich w 1994. Mistrz Azji w 1993, srebro w 2000 i brąz w 1999. Drugi w Pucharze Świata w 1993 roku.